# فرنسيس بيتش
فرنسيس بيتش (بالإنجليزية: Francis Beech)‏ هو سياسي بريطاني (وحمل سابقاً جنسية المملكة المتحدة لبريطانيا العظمى وأيرلندا)، ولد في 5 يونيو 1885، وتوفي في 21 فبراير 1969. في 1943 Woolwich West by-election ‏، انتخب عضو برلمان المملكة المتحدة الـ37 عن دائرة Woolwich West (UK Parliament constituency) ‏ (10 نوفمبر 1943 – 15 يونيو 1945).